# Filippos Tsitos
Filippos Tsitos; griechisch Φιλίππος Τσίτος oder Filippos Tsitos, anfänglich auch Philip Tsitos (* 1966 in Athen, Griechenland), ist ein Film- und Fernsehregisseur, der in Deutschland und Griechenland tätig ist.

## Werdegang
Filippos Tsitos studierte Marketing und arbeitete als Fotograf und im Bereich Promotion sowie für das Radio. 1991 zog er nach Berlin, wo er an der Deutschen Film- und Fernsehakademie Regie studierte und begann erste selbst geschriebene Kurzfilme zu inszenieren.
Sein Emigrantenstück Parlez-moi d’amour (1994) gewann in diesem Zusammenhang mehrere Preise, unter anderem den Deutschen Kurzfilmpreis in Gold. Tsitos’ erster Langspielfilm folgte mit My Sweet Home (2001) ebenfalls nach eigenem Drehbuch. Der Film mit Nadja Uhl in der Hauptrolle lief international auf Festivals und war 2001 unter anderem für den „Goldenen Bären“ auf der Berlinale nominiert. Hiernach arbeitete Tsitos vermehrt für das deutsche Fernsehen und inszenierte Folgen der Fernsehkrimiserien Tatort (2002–2010), KDD – Kriminaldauerdienst (2007), Stolberg (2010) und Der Kriminalist (2011). Tsitos war an der griechischen Fernsehserie Amyna zonis (2008) beteiligt.
2009 drehte er in Deutschland und Griechenland den Spielfilm Kleine Wunder in Athen (Originaltitel: Akadimia Platonos, griechisch Ακαδημία Πλάτωνος), eine Koproduktion von ZDF und ARTE, mit dem er den Preis der Ökumenischen Jury beim 62. Filmfestival von Locarno gewann. Hauptdarsteller Antonis Kafetzopoulos erhielt von der Internationalen Jury den Preis für den besten Darsteller, die Jugendjury des Festivals zeichnete den Film als drittbestes Werk aus.
Für den Film Adikos Kosmos erhielt Tsitos beim internationalen Filmfestival von San Sebastián die Silberne Muschel für die beste Regie; Andonis Kafetzopoulos wurde für seine Rolle in diesem Film als bester männlicher Hauptdarsteller ausgezeichnet.

## Filmografie (Auswahl)
- 2002: Tatort – Wolf im Schafspelz
- 2004: Tatort – Sechs zum Essen
- 2005: Tatort – Ein Glücksgefühl
- 2007: Tatort – Kleine Herzen
- 2010: Tatort – Unsterblich schön
- 2012: Ein starkes Team – Schöner Wohnen
- 2021: Tanze Tango mit mir
- 2022: Polizeiruf 110: Das Licht, das die Toten sehen
- 2023: Zimmer mit Stall – Das Blaue vom Himmel

## Auszeichnungen (Auswahl)
- Deutscher Kurzfilmpreis 1994
- Nominiert für den „Goldenen Bären“, Internationale Filmfestspiele Berlin 2001
- Preis der Ökumenischen Jury am 62. Filmfestival Locarno (2009) für den Film Akadimia Platonos.
- Silberne Muschel bei dem Festival Internacional de Cine de Donostia-San Sebastián 2011 für Adikos kosmos.